# Rejon storożyniecki
Rejon storożyniecki – zlikwidowana jednostka administracyjna w składzie obwodu czerniowieckiego Ukrainy. Był utworzony w 1940 r. Miał powierzchnię 1160 km² i liczył około 96 tysięcy mieszkańców. Siedzibą władz rejonu był Storożyniec.
Na terenie rejonu znajdowała się jedna miejska rada, jedna osiedlowa rada i 24 rad wiejskich, obejmujące w sumie 39 miejscowości.
Jego terytorium weszło w skład nowo utworzonego rejonu czerniowieckiego.

## Spis miejscowości
- Arszycia (Аршиця)
- Banyliw-Pidhirnyj (Банилів-Підгірний)
- Bobiwci (Бобівці)
- Budeneć (Буденець)
- Czeresz (Череш)
- Czudej (Чудей)
- Dawydiwka (Давидівка)
- Dibriwka (Дібрівка)
- Dubowe (Дубове)
- Hłyboczok (Глибочок)
- Hłyboczok (Глибочок)
- Hodyliw (Годилів)
- Jaseny (Ясени)
- Jiżiwci (Їжівці)
- Kamjana (Кам'яна)
- Komariwci[3] (Комарівці)
- Kosowanka (Косованка)
- Kostynci (Костинці)
- Krasnojilśk (Красноїльськ)
- Mychalcza (Михальча)
- Nowa Krasnoszora (Нова Красношора)
- Nowa Żadowa (Нова Жадова)
- Nowi Broskiwci (Нові Бросківці)
- Panka[4] (Панка)
- Piotrowce Dolne (Нижні Петрівці)
- Piotrowce Górne (Верхні Петрівці)
- Ropcze[5] (Ропча)
- Słoboda-Komariwci[6] (Слобода-Комарівці)
- Sniacziw (Снячів)
- Spaśka (Спаська)
- Stara Krasnoszora (Стара Красношора)
- Stara Żadowa (Стара Жадова)
- Stari Broskiwci (Старі Бросківці)
- Storożyniec (Сторожинець)
- Tysoweć (Тисовець)
- Wełykyj Kuczuriw (Великий Кучурів)
- Zabołottia (Заболоття)
- Zawołoka (Заволока)
- Zrub-Komariwśkyj (Зруб-Комарівський)